# Nature’s Sunshine Products
Nature’s Sunshine Products, Incorporated (сокр. — NSP) — компания в США, занимается производством и продажей биологически активных добавок к пище, косметических средств, бытовой химии и др. Для продвижения товаров компанией используются технологии прямых продаж и сетевого маркетинга с многоуровневой системой компенсаций.

## История
- 1972 — Супруги Джин и Кристин Хьюз, основывают Hughes Development Company. Первым товаром, производство, которого они наладили на собственной кухне, становится биологически активная добавка Capsicum (стручковый перец, помещенный в капсулы).
- 1973 — Переименование компании в National Multi Corporation и начало продаж в магазинах розничной торговли.
- 1974 — Компания переходит на продвижение своих товаров с помощью прямых продаж и сетевого маркетинга с многоуровневой системой компенсаций.
- 1976 — В ноябре были созданы производственные площади размером в 32.000 квадратных футов в район Spanish Fork города Прово штат Юта. Название компании поменялось на Amtec Industries (American Technologies). Была проведена первая конференция менеджеров в Лас-Вегасе, штат Невада.
- 1978 — Регистрация на бирже NASDAQ и первая открытая продажа акций.
- 1981 — Название компании поменялось на Natures Sunshine Products и был представлен логотип.
- 1997 — Компания была в списке 200 лучших малых компаний Америки по версии Forbes 10 раз[2].
- 1999 — компания Nature’s Sunshine зарегистрировала свое представительство в России и вышла на рынок стран СНГ, Балтии и Закавказья.
- 2017 — Компания отмечает 45-летний юбилей[3].

## Структура компании
Nature’s Sunshine Products является корпорацией, со штаб квартирой в г. Лехи, штат Юта, США. Компания включает четыре бизнес-сегмента. Из них три бизнес-сегмента работают под брендом NSP, а четвёртый под брендом Synergy Worldwide.
Сегменты NSP:
- Америка (Северная и Южная);
- Россия, Центральная и Восточная Европа;
- Китай и новые рынки.

## Показатели деятельности
| Год                 | 2011    | 2012    | 2013    | 2014    | 2015    | 2016    | 2017 !  |
| ------------------- | ------- | ------- | ------- | ------- | ------- | ------- | ------- |
| Оборот              | 362,497 | 360,826 | 369,826 | 366,367 | 324,705 | 341,159 | 342,029 |
| Чистая прибыль      | 17,601  | 25,380  | 17,609  | 9,800   | 13,656  | 0,675   | -13,817 |
| Активы              | 175,811 | 193,919 | 199,612 | 196,799 | 200,520 | 205,570 | 195,195 |
| Собственный капитал | 87,438  | 115,636 | 105,259 | 128,957 | 136,265 | 132,398 | 119,732 |

## Критика
31 июля 2009 года компания согласилась заплатить 600,000$ в виде штрафов после предъявления обвинения от Комиссии по ценным бумагам и биржам США, в связи с подкупом бразильских чиновников на сумму более чем 1,000,000$ в 2000 и 2001 годах. «Поэтому они смогли импортировать незарегистрированные биологически активные добавки в страну, и затем фальсифицировали свою отчетность, чтобы скрыть платежи».